# Yokoi Shoichi
Yokoi Shoichi (横井 庄一 Yokoi Shōichi, Hoành Tỉnh Trang Nhất), (31 tháng 3 năm 1915–22 tháng 9 năm 1997) là một quân nhân Nhật Bản sau này đã nổi tiếng. Sinh ra ở Saori, tỉnh Aichi, ông đã nhập ngũ vào Quân đội Đế quốc Nhật Bản năm 1941 và được phái đến đảo Guam ngay sau đó. 
Năm 1944, khi quân Mỹ tái chiếm đảo Guam, Yokoi đã trốn vào rừng tre ở Guam. Binh sĩ Nhật được tôi luyện để có tinh thần chiến đấu đến cùng chứ không bao giờ được đầu hàng. Với họ, sống sót trong trại tù binh bị coi là nỗi nhục và phản bội Tổ quốc. Vì vậy, Yokoi và hơn 1.000 lính Nhật Bản khác đã lẩn trốn trong rừng chứ không tự tử hay đầu hàng. Nhiều người trong số họ đều bị bắt trong vòng một vài năm hoặc chết vì đói, bệnh tật. Tháng 12-1947, báo cáo của các đơn vị tuần tra thuộc Lữ đoàn Thủy quân lục chiến số 21 Mỹ cho thấy họ đã tiêu diệt thêm 114 lính Nhật. Số còn lại - khoảng 16 người, được họ cho là cũng đã chết vì bệnh tật hoặc vì đói. 
Yokoi sống chủ yếu bằng săn bắn và dùng các loại cây địa phương để làm áo mặc, làm giường ngủ trong một hang dưới đất. Nhiều hiện vật hiện còn lưu lại thư viện Hagåtña, Guam. Ông sợ dân địa phương sẽ trả thù nếu ông rơi vào tay họ do quân Nhật đã đối xử thô bạo với dân địa phương khi đang chiếm đóng Guam. Ông ngụy trang lối vào hang của mình rất tài tình, một số người dân cho biết họ thường xuyên đi ngang khu vực này để xuống sông đặt bẫy tôm nhưng chưa bao giờ phát hiện cửa hang. Cách hang của Yokoi khoảng 20 phút đi bộ là hang của 2 người bạn chiến đấu là Shichi Mikio và Nakahata Satoshi (2 người này đã chết vào 1952, có lẽ là vì suy kiệt do đói).
Yokoi và 2 người lính khác là những binh sĩ Nhật cuối cùng còn lại trong rừng ở Guam. Đến khoảng năm 1964, 2 người bạn chiến đấu của ông trong hơn 20 năm trên đảo đã chết trong một trận lũ lụt, chỉ còn lại ông đơn độc.

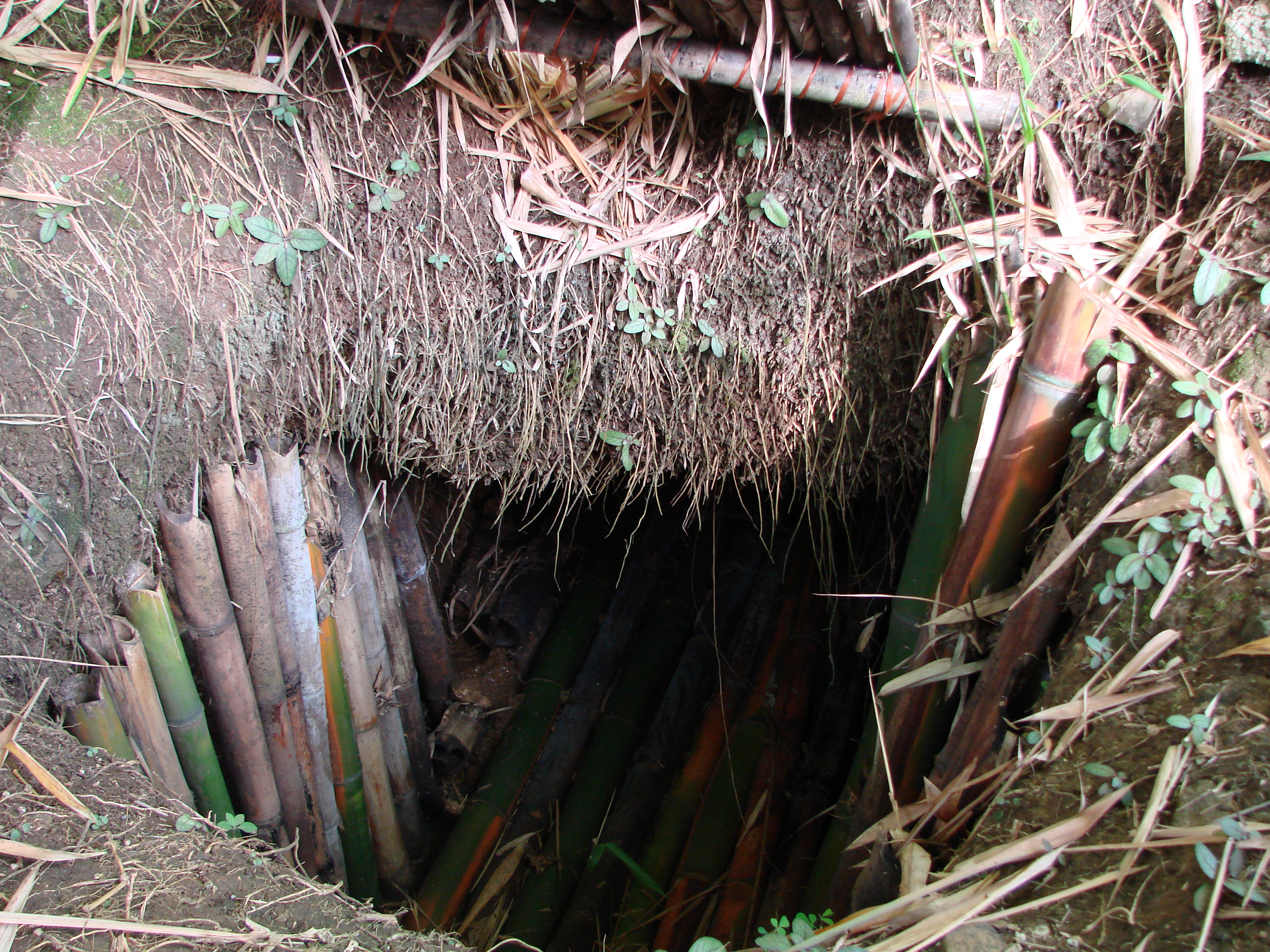
Nơi ở của Yokoi ở Guam.

Trong 28 năm, ông đã sống trong một hang dưới đất trong rừng, sợ phải ra ngoài thậm chí cả khi tìm thấy tờ rơi thông báo rằng đệ nhị thế chiến đã kết thúc. Điều này khiến cho ông trở thành lính Nhật thứ hai sau cùng đầu hàng sau cuộc chiến, trước Onoda Hirō.
Đêm 24 tháng 1 năm 1972, Jesus Duenas và Manuel DeGracia là hai người dân địa phương đã phát hiện ra Yokoi ở trong rừng Talofofo khi họ đi kiểm tra các bẫy tôm của mình dọc theo con sông. Yokoi đã cố gắng chộp lấy chiếc súng săn để tấn công họ, nhưng ông nhanh chóng bị 2 người đàn ông quật ngã và đưa ra khỏi rừng. Ban đầu họ tưởng ông là dân địa phương của Talofofo, nhưng đã đưa ông ra khỏi rừng.
Ngày 27-1-1972, ông Kazunari Nakamura, Giám đốc chương trình hồi hương thuộc Bộ Y tế và phúc lợi Nhật Bản cùng trợ lý là ông Masato Abe bay đến Guam. Ngày 30/1, Yokoi được đưa về Nhật Bản cùng với hài cốt của 2 người bạn đồng ngũ (Mikio và Satoshi). Trước lúc lên máy bay, ngoài sợi dây thắt lưng thêu (là món quà mẹ ông tặng ngày nhập ngũ) và lá cờ Nhật Bản, Yokoi xin được mang theo khẩu súng trường mà ông đã gìn giữ suốt 28 năm với lý do: “Tôi muốn trở về trong danh dự, rằng tôi vẫn thực hiện nhiệm vụ của một người lính đối với Thiên Hoàng và nước Nhật”.
Ông được chào đón như một người anh hùng. Hàng ngàn người Nhật đứng dọc theo xa lộ vẫy cờ Nhật Bản chào đón ông trở về nhà. Ông đã khóc trước ngôi mộ mà gia đình đã lập khi nghĩ rằng ông đã hy sinh trên đảo Guam năm 1944.
Sau một thời gian nổi tiếng với giới truyền thông, ông đã kết hôn và sống ở tỉnh Aichi. Ông đã trở thành một nhân vật truyền hình nổi tiếng, là minh chứng sinh động cho các giá trị xưa của người Nhật: trung thành với đất nước và cố gắng vượt qua nghịch cảnh. Năm 1977, người ta đã dựng phim tài liệu có tên Yokoi và 28 năm cuộc sống bí mật của ông ở Guam. Ông đã nhận được khoản tiền tương đương 300 USD lúc đó cho bộ phim này, cùng với món tiền lương hưu nhỏ. Cuốn hồi ký “Cuộc chiến tranh và cuộc sống của Trung sĩ Yokoi trên đảo Guam” trở thành sách bán chạy ở Nhật và nhiều quốc gia khác khi nó được dịch sang tiếng Anh. 
Ông khao khát được gặp Thiên Hoàng Hirohito, khi đến thăm khuôn viên của Cung điện Hoàng gia ông đã nói: "Bệ hạ, thần đã trở về... Thần vô cùng hối hận vì đã không thể phục vụ tốt cho Người. Thế giới chắc chắn đã thay đổi, nhưng quyết tâm của thần để phục vụ bệ hạ sẽ không bao giờ thay đổi." Ngày 9 tháng 5 năm 1991, ông là 1 trong số các khách mời được bệ kiến Thiên hoàng Akihito tại Bữa tiệc Vườn mùa xuân tại Cung điện Akasaka. Ông xem sự kiện này là niềm vinh dự lớn nhất đời mình.
Yokoi mất năm 1997 do đau tim ở độ tuổi 82. Ông đã được an táng tại nghĩa trang Nagoya, trong chính mộ huyệt đã được mẹ ông xây cho ông năm 1955.